# Melaenornis annamarulae
Melaenornis annamarulae е вид птица от семейство Muscicapidae. Видът е световно застрашен, със статут Уязвим.

## Разпространение
Видът е разпространен в Гана, Гвинея, Кот д'Ивоар, Либерия и Сиера Леоне.